# Enomoto Daiki
Enomoto Daiki (榎本 大輝 Enomoto Daiki, sinh ngày 21 tháng 6 năm 1996) là cầu thủ bóng đá người Nhật Bản thi đấu ở vị trí tiền đạo cho câu lạc bộ Nagoya Grampus tại J1 League.

## Sự nghiệp thi đấu
Enomoto sinh ngày 21 tháng 6 năm 1996 tại tỉnh Chiba. Anh gia nhập câu lạc bộ J1 League Nagoya Grampus năm 2018.

## Thống kê sự nghiệp
Cập nhật gần đây nhất: 27 tháng 2 năm 2019
| Thành tích câu lạc bộ | Thành tích câu lạc bộ | Thành tích câu lạc bộ | Giải vô địch | Giải vô địch | Cúp                   | Cúp                   | Cúp Liên đoàn | Cúp Liên đoàn | Tổng cộng | Tổng cộng |
| Mùa giải              | Câu lạc bộ            | Giải vô địch          | Số trận      | Bàn thắng    | Số trận               | Bàn thắng             | Số trận       | Bàn thắng     | Số trận   | Bàn thắng |
| Nhật Bản              | Nhật Bản              | Nhật Bản              | Giải vô địch | Giải vô địch | Cúp Hoàng đế Nhật Bản | Cúp Hoàng đế Nhật Bản | Cúp Liên đoàn | Cúp Liên đoàn | Tổng cộng | Tổng cộng |
| --------------------- | --------------------- | --------------------- | ------------ | ------------ | --------------------- | --------------------- | ------------- | ------------- | --------- | --------- |
| 2018                  | Nagoya Grampus        | J1 League             | 2            | 0            | 0                     | 0                     | 1             | 0             | 3         | 0         |
| Tổng cộng sự nghiệp   | Tổng cộng sự nghiệp   | Tổng cộng sự nghiệp   | 2            | 0            | 0                     | 0                     | 1             | 0             | 3         | 0         |